# 科爾蒙特 (印第安納州)
科爾蒙特（英語：Coalmont）是位於美國印地安納州克萊縣的一個人口普查指定地區。

## 地理
科爾蒙特的座標為39°11′36″N 87°13′52″W / 39.19333°N 87.23111°W，而該地最高點為海拔高度192米（即630英尺）。

## 人口
根據2010年美國人口普查的數據，科爾蒙特的面積為3.90平方千米，當中陸地面積為3.90平方千米，而水域面積為0.00平方千米。當地共有人口402人，而人口密度為每平方千米103.08人。